# Râul Morača

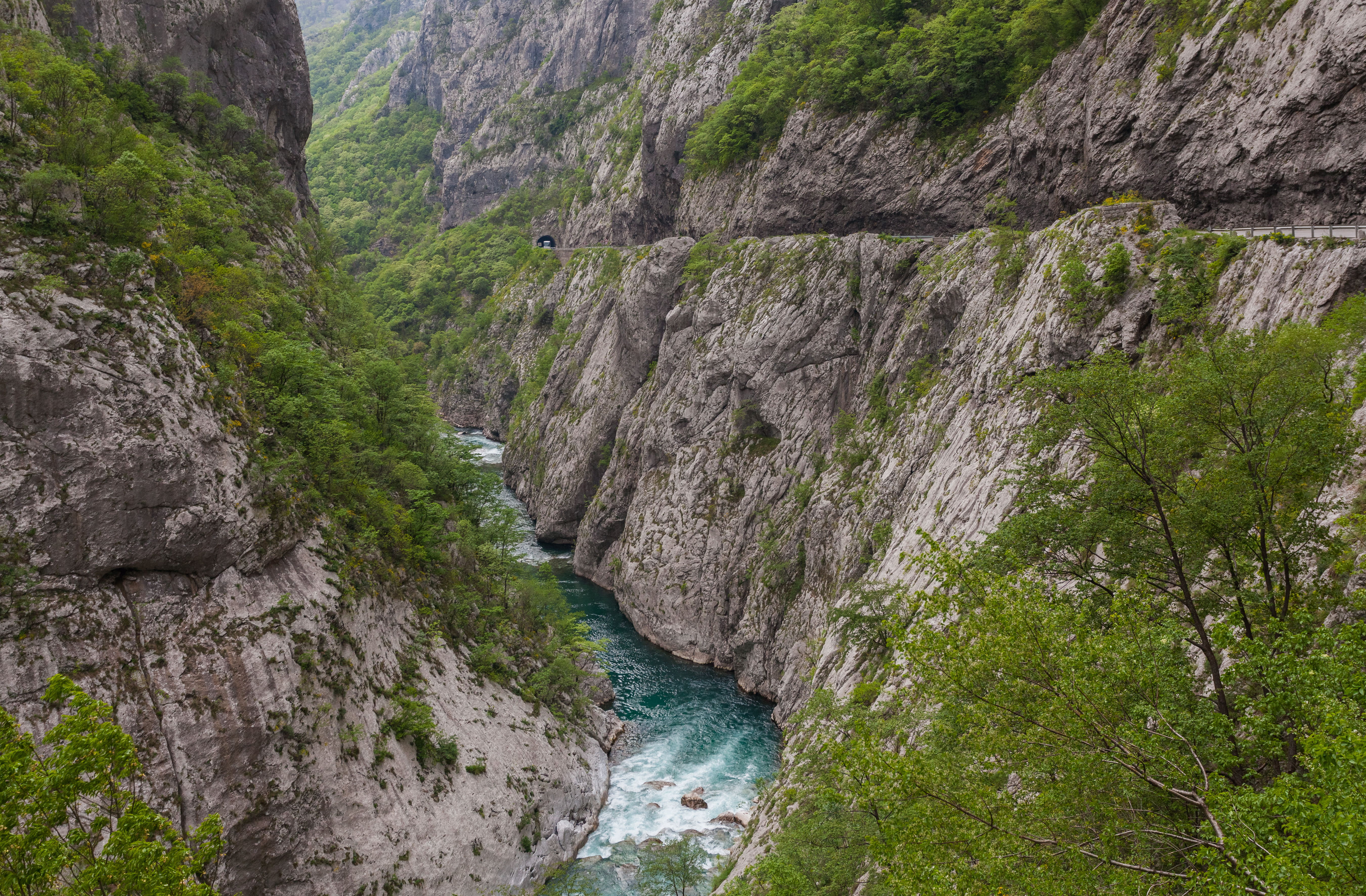
Râul Morača

Morača (chiril. Морача) este un râu situat în partea centrală a Muntenegrului. El are o lungime de 99,5 km, izvorul râului aflându-se pe versantul nordic al masivului Kapa Moračka (Opština Kolašin). Râul traversează orașul Podgorica și se varsă în lacul Scutari (Skadarsko Jezero) la Vranjina. În mare parte versanții văii râului sunt abrupți; aici a avut loc în vara anului 2013 accidentul rutier al unui autocar din România. 